# Kostel svatého Josefa (Jevišovice)
Kostel svatého Josefa se nachází v parku v centru města Jevišovice. Kostel je farním kostelem římskokatolické farnosti Jevišovice. Jde o barokně klasicistní stavbu s barokními sochami. Kostel je chráněn jako kulturní památka České republiky.

## Historie
Kostel byl postaven v první polovině 19. století poté, co byl zbořen původní hřbitovní kostel svatého Mikuláše jižně od města, na počátku 19. století byl kostel sv. Mikuláše zchrátralý a v roce 1820 bylo nařízeno, že kostel musí být opraven nebo zbořen. Správce panství navrhl, že kostel bude zbořen a bude postaven nový kostel na náměstí v centru Jevišovic. Stavba nového kostela svatého Josefa začala v roce 1823, v tu dobu byl položen základní kámen a v roce 1830 byla dokončena stavba. V roce 1824 byla také výrazně přestavěna budova fary. V kostele jsou umístěny tři oltáře, hlavní je zasvěcen svatému Josefovi, boční oltáře jsou zasvěceny Panně Marii a svatému Aloisovi.
Do kostela byly umístěny varhany z roku 1748, pochází z kostela svatého Petra a Pavla v Brně a v kostele svatého Josefa jsou od roku 1830. Před vchodem do kostela jsou umístěny sochy svatého Josefa a svatého Aloise z roku 1749. Ve věži kostela jsou zavěšeny tři ocelové zvony z roku 1918, nýbrž ty původní z roku 1830 byli zrekvírovány za první světové války.